# 23. julij
23. julij je 204. dan leta (205. v prestopnih letih) v gregorijanskem koledarju. Ostaja še 161 dni.

## Dogodki
- 1632 – 300 kolonistov odrine iz Dieppa proti Novi Franciji
- 1829 – William Burt patentira pisalni stroj
- 1866 – začetek izdelave puške winchesterke
- 1903 – Ernst Pfenning iz Chicaga kupi prvi Ford Model A
- 1914 – avstro-ogrski veleposlanik srbski vladi izroči ultimat zaradi atentata na Franca Ferdinanda
- 1919 – jugoslovanska vlada z zakonom potrdi ustanovitev Univerze v Ljubljani
- 1926 – Fox Film odkupi patent za zvočni film
- 1944 – ustanovljen Poljski nacionalni komite
- 1945 – začne se sojenje francoskemu kolaboracionistu Petainu
- 1952 – strmoglavljen egiptovski kralj Faruk
- 1962 – Telstar začne prenašati televizijski signal prek Atlantika
- 1967 – v Detroitu se začnejo eni najhujših rasnih nemirov v ZDA, ki zahtevajo 49 življenj
- 1972 – izstreljen satelit Landsat 1
- 1973 – Robert Anton Wilson domnevno vzpostavi stik z nezemljani s Siriusa
- 1979 – iranski verski voditelj Homeini prepove oddajanje glasbe po radiu in ženskam zapove zakrivanje obraza
- 1982 – sprejet dogovor o opustitvi komercialnega kitolova do leta 1986
- 1983 – kanadsko letalo strmoglavi pri Gimliju (Manitoba)
- 1984 – Vanessi Williams odvzamejo naslov najlepše Američanke zaradi objave njenih slik v Evinem kostimu
- 1986 – v Londonu se poročita princ Andrew in Sarah Ferguson
- 1997 – DEC vloži protimonoplono tožbo proti podjetju Intel
- 2003 – afganistanska vojska prvič po strmoglavljenju talibov izvede prvo večjo operacijo proti talibom in Al Kaidi
- 2004 – po 11 letih ponovno zgrajen Stari most v Mostarju
- 2014 – na Tajvanu v letalski nesreči letala TransAsia Airways let 222 umre 48 ljudi 10 jih nesrečo preživi

## Rojstva
- 1301 – Oton IV., avstrijski vojvoda († 1339)
- 1339 – Ludvik I., francoski princ, anžujski vojvoda († 1384)
- 1370 – Peter Pavel Vergerij starejši, italijanski humanist in pravnik, rojen v Kopru († 1444)
- 1401 – Francesco Sforza, milanski vojvoda († 1466)
- 1626 – Sabbatai Zevi, judovski prerok († 1676)
- 1649 – Klemen XI., papež italijanskega rodu († 1721)
- 1773 – sir Thomas Makdougall Brisbane, škotski astronom, general, kolonialni guverner († 1860)
- 1775 – Étienne Louis Malus, francoski častnik, inženir, fizik, matematik († 1812)
- 1796 – Franz Adolf Berwald, švedski skladatelj († 1868)
- 1857 – Carl Meinhof, nemški jezikoslovec († 1944)
- 1868 – sir John Hope Simpson, angleški upravitelj Indije († 1961)
- 1886 – Salvador de Madariaga y Rojo, španski pisatelj, pesnik, diplomat († 1978)
- 1888 – Milan Stojadinović, jugoslovanski (srbski) politik († 1961)
- 1988 – Raymond Thornton Chandler, ameriški pisatelj († 1959)
- 1892 – Haile Selassie, etiopski cesar († 1975)
- 1897 – Stuart Cloete, južnoafriški pisatelj († 1976)
- 1899 – Gustav Walter Heinemann, nemški predsednik († 1976)
- 1906 – Vladimir Prelog, švicarski kemik hrvaškega rodu, nobelovec 1975 († 1998)
- 1906 – Marston Bates, ameriški zoolog († 1974)
- 1928 – Vera Cooper Rubin, ameriška astronomka († 2016)
- 1932 – Lojze Slak, slovenski harmonikar in ljudski godec († 2011)
- 1942 – Myra Hindley, angleška morilka († 2002)
- 1957 – Theo van Gogh, nizozemski filmski režiser († 2004)
- 1961 – Woodrow Tracy Harrelson, ameriški filmski igralec
- 1965 – Saul Hudson - Slash, angleško-ameriški težkometalni kitarist
- 1970 – Franc Breznik, slovenski politik, ekonomist in veteran vojne za Slovenijo
- 1971 – Alison Krauss, ameriška violinistka
- 1973 – Monica Lewinsky, ameriška poslovnica
- 1974 – Maurice Greene, ameriški atlet
- 1989 – Daniel Radcliffe, angleški filmski, televizijski in gledališki igralec
- 1999 – Lovro Kos, slovenski smučarski skakalec

## Smrti
- 1122 – Robert Menih, kronist prvega križarskega pohoda (* okoli 1055)
- 1227 – Qiu Chuji, kitajski daoistični svečenik (* 1148)
- 1274 – Vondžong, korejski kralj (* 1219)
- 1298 – Toros III., kralj Kilikijske Armenije (* 1270)
- 1373 – Brigita Švedska, mistikinja, svetnica (* 1303)
- 1645 – Mihail Fjodorovič Romanov, ruski car (* 1596)
- 1757 – Domenico Scarlatti, italijanski čembalist, skladatelj (* 1685)
- 1773 – George Edwards, angleški ornitolog (* 1693)
- 1885 – Ulysses Simpson Grant, ameriški general, predsednik (* 1822)
- 1916 – sir William Ramsay, škotski kemik, nobelovec 1904 (* 1852)
- 1932 – Alberto Santos-Dumont, brazilski letalec (* 1873)
- 1948 – David Wark Griffith, ameriški filmski režiser (* 1875)
- 1951 – Henri Philippe Pétain, francoski maršal, kolaboracionist (* 1856)
- 1951 – Robert Joseph Flaherty, ameriški raziskovalec, filmski režiser (* 1884)
- 1955 – Cordell Hull, ameriški politik, nobelovec 1945 (* 1871)
- 1983 – Georges Auric, francoski skladatelj (* 1899)
- 1992 – Sulejman Frangieh, libanonski politik (* 1910)
- 1999 – Hasan II., maroški kralj (* 1929)
- 2002 – Chaim Potok, ameriški pisatelj judovskega rodu, rabin (* 1929)
- 2011 – Amy Winehouse, britanska pevka (* 1983)

## Prazniki in obredi
- Egipt – dan revolucije
- Libija – dan revolucije
- Papua Nova Gvineja - dan spomina
- Rimski imperij – neptunalije
- Rastafarijanstvo - dan Hajla Selasija I.